# Vi hade i alla fall tur med vädret – igen
Vi hade i alla fall tur med vädret – igen er en svensk komediefilm af Kjell-Åke Andersson. Den havde biografpremiere 5. december 2008 og er en fortsættelse af filmen Vi hade i alla fall tur med vädret fra 1980.

## Handling
Ca. 30 år er gået. Gösta og Gun er nu pensionerede. Denne sommer skal de rejse til sønnen Johans bryllup i Norrland. Gösta køber en autocamper til rejsen, men Gun vil hellere rejse med fly i stedet, men senere bestemmer hun sig alligevel for at rejse med Gösta i autocamperen. Under rejsen henter de barnebarnet Magda. Men kan Gösta foretage rejsen stille og roligt?

## Medvirkende (udvalgt)
- Rolf Skoglund - Gösta
- Claire Wikholm - Gun
- Mikaela Knapp - Magda
- Gustav Berg - Jens, Magda's drengeven
- Magdalena In de Betou - Lotta, Gösta og Guns datter
- Jacob Ericksson - Peppe, Lottas mand
- Robin Stegmar - Johan
- Ellen Jelinek - Pia, Johans pigeven
- Sissela Kyle - Læge
- Anders Ahlbom Rosendahl - Harald
- Johan Glans - Hambörje
- Jan Mybrand - Hans
- Ulf Kvensler - Campingreceptionist
- Michalis Koutsogiannakis - Miklos
- Chatarina Larsson - Lisbeth